# Voskressénskoie (Khabàrovsk)
Voskressénskoie (en rus: Воскресенское) és un poble del krai de Khabàrovsk, a Rússia, que el 2012 tenia 23 habitants.